# David Murray (enseignant)
Pour les articles homonymes, voir David Murray (homonymie) et Murray.
David Murray (ダビッド・モルレー, Dabiddo Morurē), né le 15 octobre 1830 et décédé le 6 mars 1905, est un enseignant américain qui est conseiller étranger au Japon pendant l'ère Meiji.

## Biographie
Murray sort diplômé de l'Union College en 1852.
De 1857 à 1863, Murray est directeur de l'Albany Academy à New York. Il enseigne à l'université Rutgers dans le New Jersey de 1863 à 1873.
Au Japon, il est superintendant de l'éducation au ministère japonais de l'Éducation de 1873 à 1879.

## Ouvrages
- Petroleum its History and Properties (1862)
- Manual of Land Surveying : with Tables (1872)
- Japanese Education, Introductory chapter (1876)
- The Story of Japan (1894)
- The Development of Modern Education in Japan (1904)
- Japan. Continuing the History to the Close of 1905, with the Provisions of the Treaty of Portsmouth Between Russia and Japan (1906)